# 13652 Elowitz
13652 Elowitz (1997 BV8) là một tiểu hành tinh vành đai chính được phát hiện ngày 31 tháng 1 năm 1997 bởi Spacewatch ở Kitt Peak.